# Edith Tolkien
Pour les articles homonymes, voir Tolkien (homonymie) et Bratt.
Edith Tolkien, née Edith Mary Bratt le 21 janvier 1889 et décédée le 29 novembre 1971, était la femme de l'écrivain britannique J. R. R. Tolkien. Pianiste non reconnue, elle est la figure ayant inspiré son mari pour son personnage de Lúthien Tinúviel.

## Biographie

### Enfance et adolescence
Edith Mary Bratt est née dans le Gloucestershire. Elle est la fille de Frances Bratt, gouvernante dans la maison des Warrilow, la famille d'Alfred Frederick Warrilow, un distributeur de papier, et père d'Edith. Durant son enfance, Edith a grandi à Handsworth, dans la banlieue de Birmingham, en compagnie de sa mère et de sa cousine, Jennie Grove (de la famille de Sir George Grove).
En 1903, Edith perd sa mère. Elle est envoyée dans un pensionnat à Evesham pour recevoir un apprentissage musical, et plus particulièrement de piano pour lequel elle possède un talent certain. Pendant un temps, elle envisage même d'embrasser la carrière de professeur de piano ou celle de pianiste de concert. En 1907, son tuteur lui trouve un logement dans une pension de famille, dans laquelle elle continue de pratiquer le piano, lors de rares soirées, mais sans qu'il lui soit permis une pratique régulière. La même année, elle rencontre pour la première fois Ronald et son frère Hilary, alors qu'ils entrent dans la même maison de pension, à la suite du décès de leur mère Mabel. En 1909, alors que Tolkien n'a que 17 ans et Edith, 20 ans, ils tombent amoureux l'un de l'autre. Toutefois, avant la fin de l'année, leur relation remonte aux oreilles du tuteur de Tolkien, le père Francis Morgan, de l'oratoire de Birmingham. Considérant Edith comme une distraction pour les études de Tolkien et surtout gêné par le fait qu'elle soit de confession anglicane, le père Morgan interdit tout contact entre elle et Tolkien jusqu'à la majorité du jeune homme.
Edith déménage alors à Cheltenham, dans une maison tenue par deux amis de sa famille, dans laquelle elle peut pratiquer le piano à sa convenance. Durant le même temps, elle se met à jouer du grand orgue de l'église anglicane locale. À force de jouer sur l'orgue, Edith se blesse au dos, mal qui ne la quittera plus et l'empêchera d'exercer à nouveau. Tolkien, de son côté, suit consciencieusement l'ordre de son tuteur durant tout le reste de la durée de tutorat du père Francis. Cependant à l'aube de ses vingt-et-un ans, en 1913, Tolkien écrit une lettre à Edith, à Cheltenham. Dans cette lettre, Tolkien déclare son amour à Edith et la demande en mariage. Elle lui répond qu'elle s'est engagée auprès du frère d'une de ses camarades de classe, Georges Fields, croyant que Tolkien l'avait oubliée. La semaine suivante, Tolkien rejoint Cheltenham où Edith et lui se rencontrent à la station de train et finalement Edith rompt son engagement précédent et accepte la demande en mariage de Tolkien.

### Mariage
À la suite de leurs fiançailles en janvier 1913, Edith se convertit au catholicisme sous la pression de Tolkien. Du fait de son implication dans la paroisse anglicane locale, elle supporte mal cette demande de Tolkien. De plus, son propriétaire de l'époque, un protestant convaincu, la chasse de son domicile. Malgré tout, le 22 mars 1916, le mariage est prononcé à l'Église catholique de Sainte Marie l'Immaculée à Warwick en Angleterre. Ils passent leur semaine de lune de miel à Clevedon, dans le North Somerset, où ils visitent les gorges de Cheddar, des gorges où fut découvert le plus vieux squelette humain complet d'Angleterre. 
Peu de temps après leur mariage, Tolkien commence des cours dans l'école des signaux de la British Army à Otley, ce qui oblige Edith à se déplacer pour se rapprocher de son mari. Accompagnée de sa cousine, Jennie Grove, elle s'installe dans un cottage du village de Great Haywood, où elle reste d'avril 1916 à février 1917. Durant cette période, Edith prend l'habitude d'accompagner au piano le prêtre catholique de sa paroisse, joueur de violon.

### La Première Guerre mondiale
Peu de temps après son transfert à Clevedon, en juin 1916, Tolkien est envoyé avec le 11e bataillon des forces expéditionnaires britanniques sur le front de la Somme, en France, où il arrive le 4 juin. Plus tard, Tolkien écrira :

« Des officiers subalternes ont été tués, une douzaine à la minute. La séparation d'avec ma femme... ce fut comme la mort. »

Le service de Tolkien à la bataille de la Somme fut difficile pour Edith, qui craignait pour la vie de son mari. Durant tout son séjour, Tolkien lui envoya régulièrement des lettres depuis les tranchées, allant même jusqu'à arranger un code entre eux, afin d'éviter la censure postale de l'armée britannique. Grâce à ce code, Edith put suivre les déplacements de son mari au jour le jour sur une carte du front.
Après le retour de Tolkien, Edith met au monde leur premier fils, John Francis Reuel, qui naît le 16 novembre 1917, à Cheltenham.
Alors que Tolkien est stationné à Kingston upon Hull, intervient l'événement qui inspirera la rencontre de Beren et Lúthien, dans Le Silmarillion. Edith et lui marchent dans les bois près de Roos, lorsque, dans une clairière de ciguë, Edith danse pour son mari. Tolkien se référera souvent à cet événement, appelant Edith « ma Lúthien ».

### L'après-guerre
Après la fin de la Première Guerre, Edith et Ronald eurent trois autres enfants : Michael Hilary Reuel, en octobre 1920, Christopher John Reuel en 1924 et Priscilla Anne Reuel en 1929.
La carrière professionnelle de Tolkien, dans les universités de Leeds et Oxford entraine le déplacement de la famille dans ces villes. Selon Humphrey Carpenter, Edith n'avait que très peu de relations à part ses enfants et les personnes qu'elle engageait. Sa relative solitude était exacerbée par sa timidité et par le nombre important de relations de son mari et notamment le lien étroit qu'il entretenait avec C. S. Lewis, lequel était perçu comme un intrus. Cette solitude était fréquemment manifestée par son autoritarisme. Pendant toute cette période, Edith garde toujours l'habitude de jouer du piano.

### Retraite et décès
À partir de la retraite de Ronald, dans les années 1960, ils décident de se retirer dans une location à Bournemouth, une station balnéaire généralement fréquentée par la classe supérieure. Malgré son statut d'écrivain à succès leur permettant d'intégrer ce type de société, Tolkien ne fut jamais à l'aise à Bournemouth, notamment car ses compagnons lui manquaient. Edith, à l'inverse, était nettement plus dans son élément, et ce fut elle qui choisit cette nouvelle résidence. Selon leur petit-fils, Simon Tolkien, Edith appréciait la vie dans ce lieu.

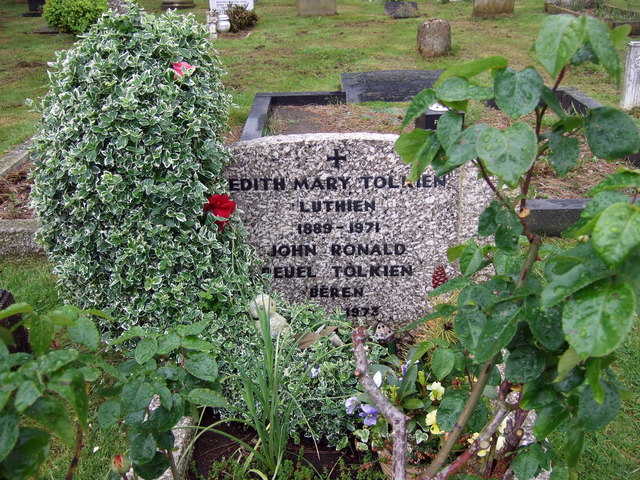
La tombe de John Ronald Reuel et Edith Tolkien, cimetière de Wolvercote.

Le 29 novembre 1971, Edith Tolkien décède à l'âge de 82 ans, et est inhumée au cimetière de Wolvercote dans la banlieue d'Oxford. Sur la pierre tombale, sous le nom de sa femme, Tolkien fait graver le nom de Lúthien. En 1973, à sa mort, Tolkien est inhumé aux côtés de sa femme.

## Son lien avec le légendaire de Tolkien
Edith Tolkien possède un lien étroit avec les travaux de son mari. Pendant plusieurs mois, lors de la convalescence de celui-ci, après la guerre 1914-1918, elle l'aidera dans la rédaction de son œuvre, en réalisant des copies au propre. Par ailleurs, c'est à elle que Tolkien fit lire en premier ses contes Feuille, de Niggle et Smith de Grand Wootton.
Outre l'inspiration bien connue de Lúthien, que Tolkien a toujours mise en avant, allant jusqu'à adjoindre ce nom à côté du nom d'Edith sur la tombe de celle-ci, plusieurs critiques ont identifié d'autres inspirations. Ainsi, Michael D. C. Drout pose le parallèle entre le couple elfique Déor/Éadgifu, qui apparait dans le Livre des contes perdus et celui de Tolkien et sa femme, identifiant le nom anglo-saxon Éadgifu comme étant la source du nom moderne Edith. Le parallèle est accentué par le fait que dans la fiction de Tolkien, le couple vit à Kortirion, ville associée à la ville réelle de Warwick où Edith a vécu de 1913 à 1916, jusqu'à leur mariage,. 
La relation entre Tolkien et Edith est également comparée à celle du couple Éowyn et Faramir, dans Le Seigneur des anneaux, notamment sur la façon dont celui-ci courtise sa dame.

## Cinéma
- Dans le film Tolkien, sorti en 2019, Edith Bratt est incarnée par Lily Collins.